# 디 오리건 트레일 (1971년 비디오 게임)
《디 오리건 트레일》(The Oregon Trail)은 돈 라비트쉬, 빌 하이네만 및 폴 딜렌버거가 제작한 텍스트 기반 전략 비디오 게임이다. 본래 1971년 3인이 원작을 개발했으며 1975년 MECC가 배급을 맡아 대량생산 및 판매했다. 《디 오리건 트레일》 시리즈의 첫 번째 게임이다.
19세기에 오리건 가도로 이동하던 정착민의 삶을 학교에서 가르치기 위한 목적으로 컴퓨터 게임으로서 개발됐다. 게임 내에서 플레이어는 1847년을 배경으로 유개마차를 탄 정착민 일행을 조종해 미주리주 인디펜던스에서 오리건주 오리건시티로 무사히 인도해야 한다. 여행 중 플레이어는 보급품 구매, 식량을 위한 사냥, 마차 고장이나 폭풍같은 사고 등 다양한 사건에 대해 선택을 내려야한다. 원작판은 모니터가 아닌 전신타자기를 사용한 컴퓨터용으로 개발됐기 때문에 그래픽이 전무했으며 애플 II 이식판부터 그래픽과 슈팅 미니게임을 추가했다.
1971년판 원작은 라비트쉬가 미니애폴리스 조던주니어고등학교 역사관에서 2주동안 개발해 완성했다. 당시 학생들에게 인기를 끌었지만 학기말 학교 메인프레임 컴퓨터에서 삭제됐다. 라비트쉬는 1974년 게임을 재구성해 기업 MECC에 교육용 소프트웨어로서 납품했으며 이듬해에 출시됐다. 1970년대에 마이크로컴퓨터가 부상하자 MECC는 애플 II, 아타리 8비트 제품군과 코모도어 64 컴퓨터로 이식했으며 이를 바탕으로 애플 II로 1985년 동명의 게임을 제작했다.
1971년판 《디 오리건 트레일》은 세계 비디오 게임 명예의 전당에 헌액됐다.

## 여파
1975년 메인프라임판 게임은 미네소타주 학교에서 가장 인기많은 소프트웨어로 매달 수천 명이 플레이했다.